# 争取欧洲联合左翼党团
争取欧洲联合左翼党团（英語：Group for the European United Left）是过去的一个欧洲议会左翼党团。该党团成立于1989年7月25日，分裂自共产党人和盟友党团。该党团一开始由来自于丹麦社会主义人民党、意大利共产党、西班牙联合左翼、希腊左翼和进步联盟的欧洲议会议员组成。后来，爱尔兰民主左翼唯一的一名欧洲议会议员也加入了该党团。1993年1月，由于意大利左翼民主党（由意大利共产党改组而来的后共产主义政党）转而加入社会党党团，该党团瓦解。